# Acacia resinomarginea
Acacia resinomarginea é uma espécie de leguminosa do gênero Acacia, pertencente à família Fabaceae.